# 絶対笑者
『絶対笑者』（ぜったいしょうしゃ）は、NHK総合テレビジョンで2013年から2014年まで放送されたお笑いネタ見せ番組兼トーク番組。

## 概要
実力派芸人たちが出演し、渾身のネタと熱いトークを繰り広げるお笑い番組。第1回放送の出演者であったますだおかだの増田英彦によると、「（NHKの）ネタ見せ番組『爆笑オンエアバトル』や『笑・神・降・臨』を立ち上げたスタッフに、「『MUSIC FAIR』（フジテレビ系列）みたいなネタ番組を作って下さい」ってお願いしてたら、こんなネタ番組作ってくれた」と語っている。
第1回は2013年5月6日にNHK番組たまご枠で放送され、以後、2014年に4回放送された。

## 司会
- 伊集院光
- 森花子（NHKアナウンサー）
- 三浦奈保子(2014年12月27日-)
- 戸松遥（ナレーション）

## 放送リスト
| 放送日                        | ゲストテーマ                  | 出演者 |
| ----------------------------- | ----------------------------- | --- |
| 2013年5月6日                  | コンビ結成まる20年を迎えた3組 | アンジャッシュ（児嶋一哉、渡部建） COWCOW（多田健二、山田與志） ますだおかだ（増田英彦、岡田圭右）                   |
| 2014年8月11日（0:10-0:55）    | ピン芸人として再出発した3組   | バカリズム 陣内智則 島田秀平                                                                                         |
| 2014年8月12日（0:10-0:55）    | しゃべくり漫才にこだわる3組   | 中川家（中川剛、中川礼二） ナイツ（塙宣之、土屋伸之） 銀シャリ（鰻和弘、橋本直）                                     |
| 2014年12月27日（23:00-23:50） | トリオについて考える          | 東京03（豊本明長、飯塚悟志、角田晃広） ロバート（山本博、秋山竜次、馬場裕之） パンサー（向井慧、尾形貴弘、菅良太郎） |
| 2014年12月28日（23:00-23:50） | ぶれない頑固な漫談家3組       | つぶやきシロー ナオユキ ユリオカ超特Q                                                                                |

## 関連番組
- 演芸図鑑 - スタッフ一部共通。
- 爆笑オンエアバトル／オンバト+ - スタッフ共通。
- 笑・神・降・臨 - スタッフ共通。